# Iglica mała
Iglica mała (Nehalennia speciosa) – euroazjatycki gatunek ważki z rodziny łątkowatych (Coenagrionidae). Jest najmniejszą z europejskich ważek. W Polsce jest gatunkiem rzadkim i zagrożonym w skali kraju. Tyrfobiont. Długość ciała 30 mm, rozpiętość skrzydeł 29 mm. W Polsce imagines latają od maja do lipca.
- Długość życia: 3 miesiące (imago)
- Pożywienie: Larwa – drobne bezkręgowce i mikroorganizmy. Imago – owady i pajęczaki.
- Występowanie: Występuje od Francji, południowej Szwecji i Finlandii przez północny Kazachstan i południową Syberię po Rosyjski Daleki Wschód, Koreę Północną i północną Japonię; zasięg występowania jest bardzo pofragmentowany[2]. W Polsce głównie północna i wschodnia część kraju[3], na Śląsku i w Wielkopolsce prawdopodobnie już nie występuje[5].
- Siedlisko:. Imagines spędzają większość czasu w szuwarach niskich turzyc (np. turzycy bagiennej porastającej skraj pła torfowcowego w otoczeniu jeziorek dystroficznych). Rzadko wylatują na otwartą przestrzeń. Larwy rozwijają się w kwaśnych wodach torfowiskowych.
- Ochrona: W Polsce objęty ścisłą ochroną gatunkową, wymaga ochrony czynnej[6]. Zgodnie z Rozporządzeniem Ministra Środowiska z dnia 16 grudnia 2016 r. w sprawie ochrony gatunkowej zwierząt jest wymieniona jako jedyny gatunek owada wymagający ochrony strefowej; ochronie tej podlegają przez cały rok „miejsca rozrodu i regularnego przebywania oraz obszar w promieniu do 100 m”[6]. Dlatego należy wszystkie znalezione stanowiska zgłaszać do Regionalnych Dyrekcji Ochrony Środowiska.